# Hajabusa 2
Hajabusa 2 (japonsky はやぶさ2) je japonská sonda agentury JAXA, která měla za cíl prozkoumat asteroid Ryugu, přistát na něm a dopravit vzorky z něj zpět na Zemi. Mise má přinést nové poznatky o vývoji sluneční soustavy a o původu vody a života na Zemi.
Podle telemetrických dat se sondě podařilo odebrat vzorky prachu z planetky a 6. prosince 2020 je v kapsli doručit na Zemi. Samotná sonda Hajabusa 2 pokračuje v sekundární misi naplánované až do roku 2031.

## Popis sondy
Konstrukce sondy vychází z předchozí sondy Hajabusa, vypuštěné v roce 2003. Tělo sondy má tvar čtyřbokého hranolu o přibližných rozměrech 1.0 m x 1.6 m x 1.4 m. K němu jsou po stranách připojeny dva rovnoběžně umístěné panely fotovoltaických baterií o celkové ploše 12 m2. Celková hmotnost sondy i s palivem je přibližně 600 kg.
Sonda nese čtyři iontové motory o tahu 4 x 10 mN (z nichž však budou současně v provozu pouze tři a jeden bude sloužit jako záložní) a dvanáct motorků na jednosložkové kapalné pohonné látky rozdělené do dvou nezávislých okruhů. Iontové motory byly od předchozí mise vylepšeny, takže poskytují o 25 % větší tah a byla také prodloužena jejich životnost.
Sonda je tříose stabilizovaná s pomocí gyroskopů. Oproti předchozí misi byl přidán čtvrtý, záložní gyroskop, aby systém fungoval i v případě selhání jednoho z nich - u první Hajabusy bylo po poruše nutné sondu stabilizovat s pomocí motorků.
Navigaci sondy zajišťují následující přístroje:
- dva sledovače hvězd zjišťující orientaci sondy v prostoru
- čtyři akcelerometry sledující zrychlení sondy
- čtyři senzory CSS (Coarse Sun Sensors) schopné určit přibližnou polohu Slunce pro správné natočení fotovoltaických baterií
- dvě inerciální měřící jednotky IMU (Inertial Measurement Units) poskytující informace o otáčení sondy a o její orientaci v prostoru
- LIDAR (LIght Detection And Ranging) měřící vzdálenost k asteroidu a míru odrazivosti jeho povrchu, který bude využit i k experimentální komunikaci se Zemí
- laserový dálkoměr LRS (Laser Range Finder) měřící náklon sondy vzhledem k povrchu asteroidu během finální fáze přistání a detekující dosednutí na asteroid
- čtyři senzory FBS (Fan Beam Sensors) detekující případné překážky ohrožující sondu při přistání
- dvě krátkofokální optické navigační kamery ONC-W (Optical Navigation Camera - Wide-view)
- dlouhofokální optická navigační kamera ONC-T (Optical Navigation Camera - Telescopic)

Kromě těchto zařízení je sonda vybavena ještě pěti naváděcímí cíli (Target markers), které budou vypuštěny během přistání a umožní přesnější navigaci během finální fáze dosednutí.
Řízení sondy a provádění příkazů ze Země zajišťuje jednotka CDHU (Central Data Handling Unit) s procesorem COSMO 16 a s pamětí 1 GB.
Se Zemí sonda komunikuje s pomocí několika antén:
- rovinná anténa s vysokým ziskem vysílající v pásmu X využívaná pro odesílání telemetrie a příjem příkazů ze Země
- rovinná anténa s vysokým ziskem vysílající v pásmu Ka využívaná pro odesílání vědeckých dat
- dvouose polohovatelná anténa se středním ziskem vysílající v pásmu X využívaná pro odesílání telemetrie a příjem příkazů ve chvílích, kdy vysokoziskové antény nesměřují k Zemi
- osm všesměrových antén s nízkým ziskem zajišťujících nouzovou komunikaci pokud žádná z výše zmíněných antén není obrácena k Zemi

Důležitou součástí sondy je zařízení na odběr vzorků SMP, které vystřelí do asteroidu malý projektil o hmotnosti 5 gramů rychlostí asi 1000 km/h. Zvířený prach a plyny kolem asteroidu budou poté shromážděny kuželovitou násoskou a dopraveny do přihrádek v návratovém pouzdře. Ihned po odebrání vzorků sonda opět odstartuje, aby nedošlo k jejímu pomalému převrhnutí vlivem gravitace asteroidu. Kvůli selhání zařízení první Hajabusy má Hajabusa 2 ještě záložní systém - dolní okraj násosky je ohnut směrem dovnitř. Prach uvízlý ve vzniklé prohlubni se při zrychlování sondy po startu z asteroidu setrvačností dostane do přihrádek se vzorky.
K získání vzorků z hlubších vrstev asteroidu využila sonda impaktoru SCI (Small Carry-on Impactor) o hmotnosti 2 kg, který byl s využitím výbušnin vymrštěn proti asteroidu rychlostí 2 km/s. Celé odpalovací zařízení se však nejprve oddělilo od mateřské sondy a vystřelilo až ve chvíli, kdy byla sonda na opačné straně asteroidu, aby nedošlo k jejímu poškození. Výstřel a vznik kráteru byl monitorován oddělitelnou kamerou DCAM3. Po dopadu impaktoru se sonda na místo vrátila a odebrala vzorky.
K dálkovému průzkumu asteroidu byly využity spektrometr pro blízkou infračervenou oblast NIRS3 (3μm Near InfraRed Spectometer) a infračervená kamera TIR (Thermal Infrared Imager).
K podrobnějšímu průzkumu asteroidu bylo využito tří skákajících robotů MINERVA-II a přistávacího modulu MASCOT (Mobile Asteroid Surface Scout). MASCOT byl vyvinut Německým střediskem pro letectví a kosmonautiku a francouzským Národním centrem kosmického výzkumu s využitím zkušeností získaných při vývoji přistávacího modulu Philae pro misi Evropské vesmírné agentury Rosetta. Modul ve tvaru pravidelného čtyřbokého hranolu o rozměrech 0.3 m x 0.3 m x 0.2 nese čtyři vědecké přístroje - optickou kameru, spektrometr pro blízkou infračervenou oblast MicrOmega, radiometr MARA a magnetometr. MASCOT je také vybaven mechanismem umožňujícím jeho otočení v případě přistání na nesprávné straně a také až 70 metrů dlouhé poskoky po asteroidu. Baterie modulu by měla poskytovat dostatek energie pro 12-16hodinový provoz. Roboti MINERVA-II vyvinutí agenturou JAXA povrch asteroidu fotografovali a měřili jeho teplotu. Pohybovali se s pomocí krátkých skoků.

## Průběh mise
Sonda byla vypuštěna z kosmického centra Tanegašima 3. prosince 2014 ve 4:22 UTC. Odběr vzorků byl plánován na říjen 2019 a návrat na Zemi v roce 2020. 
- 3. prosince 2015 provedla sonda úspěšně gravitační manévr kolem Země ve výšce 3090 km.
- 27. června 2018 došlo k blízkému kontaktu s Ryugu.[5] 22. září 2018 bylo oznámeno přistání robotických sond na těleso.[6]

- V 21. února 2019 se uskutečnil první odběr vzorků. Byla vybrána lokalita označovaná jako L08-E1, která se nachází v blízkosti rovníku.[7] Oproti původním plánům byl posunut o čtyři měsíce z důvodu hledání vhodného místa na povrchu planetky.

- 11. července 2019 proběhl poslední odběr – získání vzorků z hlubších vrstev planetky.[8]

- Po skončení primární vědecké části mise zapálila v prosinci 2019 sonda své iontové motory a vydala se na cestu k Zemi.

- 6. prosince 2020 pouzdro se vzorky úspěšně přistálo na australské zkušební raketové základně Woomera Missile Range.[3]
- Sonda Hajabusa 2 na Zemi nepřistála a byla odkloněna na prodlouženou vědeckou misi, která má být zakončena průzkumem planetky 1998 KY26 v Apollonově skupině roce 2031.[3]